# Duckwater

Duckwater Indian Reservation, Blick von West nach Ost, 2006

Duckwater ist eine Ansiedlung im Nye County im US-Bundesstaat Nevada. Das U.S. Census Bureau hat bei der Volkszählung 2020 eine Einwohnerzahl von 248 ermittelt.
Duckwater liegt auf den Koordinaten 38°54'Nord, 115°41'West. Die nächsten größeren Orte sind im Norden Eureka und im Osten Ely.
Die Bewohner leben hauptsächlich von Fischzucht und von Pferdezucht. Das durchschnittliche Haushaltseinkommen beträgt $43.980.
Duckwater liegt in der „Duckwater-Indianerreservation“.